# 맷 플린 (음악가)
맷 플린(Matt Flynn, 1970년 5월 23일 ~ )은 미국의 팝 록 밴드 마룬 5의 드러머이다.
2004년부터 어깨 부상으로 인해 활동이 힘든 라이언 두식을 대신해서 대체 멤버로 활동하였고, 라이언 두식의 부상이 호전이 되지 않자 2006년 9월, 라이언 두식은 탈퇴하고 맷 플린이 정규 멤버로 들어오게 되었다.
과거 The B-52's와 개빈 디그로, 간디, 시카고 등의 드러머였다.

## 사생활
아내의 이름은 일란성 쌍둥이이기도한 제니 "제니" 포드(Jenny "Jenni" Ford)이다. 애덤 리바인이 2014년에 결혼하기 전까지 마룬 5 내 유일한 기혼자였다. 가족으로는 아내와 2명의 자녀가 있다. 첫째인 딸의 이름은 라이언 플린(Ryan Flynn)이고, 둘째인 아들의 이름은 마이클 포드 플린(Michael Ford Flynn)이다.

## 학력
- 건 고등학교(Gunn High School)
- 샌디에이고 주립 대학교

## 음반 목록
- "Good" Botanica - Vs. The Truth Fish
- K'naan - Troubadour

## 참고
- 마룬 5 공식 홈페이지 “Band Bios" https://web.archive.org/web/20120206030006/http://www.maroon5.com/lo_fi/bio.html, 2007년 5월
- 야마하 홈페이지 Sitting in with Maroon5, 2004년 9월